# Вакаев, Шейх-Магомед Ширваниевич
Шейх-Магоме́д Ширвани́евич Вака́ев (род. 30 октября 1987, Аргун, Чечено-Ингушская АССР) — российский чеченский дзюдоист и самбист, чемпион России по дзюдо, серебряный призёр чемпионата России по самбо, обладатель Кубка России по дзюдо, обладатель Еврокубка по дзюдо, победитель и призёр многих международных турниров, мастер спорта России международного класса. Выступает во второй средней весовой категории (до 90 кг). Тренируется в Школе высшего спортивного мастерства «Самбо» под руководством Ибрагима Аюбова.

## Спортивные результаты
2005 год
- Международный турнир «Евразия», Оренбург — ;
- Мемориал Хусейна Исаева, Грозный — .

2007 год
- Мемориал Хусейна Исаева, Грозный — ;

2009 год
- Мемориал Хусейна Исаева, Грозный — ;
- Международный турнир «Босфор», Стамбул — ;
- Первенство России среди молодежи до 23 лет, Владикавказ — ;

2010 год
- Чемпионат России по самбо, Ярославль — ;
- Международный турнир на призы Владимира Путина, Хасавюрт — ;
- Еврокубок, Оренбург — ;

2011 год
- Мемориал Хусейна Исаева, Грозный — ;
- Еврокубок, Стамбул — ;
- Чемпионат России по самбо — ;
- Чемпионат Европы по самбо, София — [1];

2012 год
- Кубок России, Грозный — [2];
- Чемпионат России по дзюдо, Кемерово — ;
- Мемориал Хусейна Исаева, Грозный — ;

2013 год
- Еврокубок, Будапешт — 5-е место;